# Tamanaco
Tamanaco va ser un cacic i guerrer indígena veneçolà, de les tribus mariches i quiriquires durant el segle XVI i és una de les figures històriques de la resistència indígena en contra de la conquesta espanyola del territori veneçolà, en la zona central del país. És un dels més famosos i coneguts cacics veneçolans.

## Biografia
La ciutat de Santiago de León de Caracas, va ser fundada en 1567 per Diego de Losada, era contínuament arrasada per les tribus locals. En 1570 quan Diego de Mazariegos va prendre càrrec com a governador de la província de Veneçuela, va fer prioritat la pacificació dels territoris. Seguint la mort de Guaicaipuro, Tamanaco es va fer nou líder dels mariches i quiriquires.
Per a 1573 Tamanaco i el seu grup de nadius es van tornar tal problema, que reforços van venir d'Espanya i altres illes espanyoles al Carib amb el sol propòsit d'ocupar-se d'ells. Després el capità Pedro Alonso Galeas i el tinent Francisco Calderón van unir forces amb la finalitat d'iniciar una expedició per a atrapar a Tamanaco, van ser ajudats pel cacic Aricabacuto i els seus yanacona. Una vegada conegut això de l'expedició, Tamanaco va preparar una força que constava de 300 guerrers més l'ajuda de les tribus Teques i Arbaco.
Poc després Tamanaco va decidir atacar Caracas i va perseguir els soldats espanyols fins al riu Guaire, on aquests últims, liderats pel capità Hernando de la Cerda, derrotaren els indígenes amb el suport de la cavalleria.

### Mort
Tamanaco va ser capturat viu i sentenciat a mort. No obstant això, Garci González de Silva, a càrrec de la ciutat de Caracas, discutint amb el capità Mendoza, li va proposar una alternativa a Tamanaco, l'execució a la forca o lluitar contra el mastí entrenat de Mendoza, irònicament anomenat "Amic". Tamanaco va acceptar, però la lluita era desigual i Tamanaco va morir per les ferides en la seva gola. Després de la seva mort Tamanaco es va tornar una llegenda entre els nadius els qui criden el seu nom durant la batalla.

## Llegat
A Veneçuela hi ha una gran varietat d'obres, urbanitzacions, barris i llocs que porten el nom de Tamanaco. Probablement, els més coneguts són el Hotel Tamanaco Intercontinental, el més antic hotel 5 estrelles de Caracas, el Centre Ciutat Comercial Tamanaco, l'avinguda Tamanaco a Caracas, la zona residencial Pujols del Tamanaco a Caracas, la fàbrica d'estris esportius Tamanaco i la resclosa Tamanaco a l'estat Guárico entre d'altres. Les monedes d'or d'inversió i de col·lecció són encunyades a Veneçuela amb la imatge de Tamanaco.